# SH Spirit
De Schiedamse Hockeyclub Spirit (SH Spirit), voorheen Schiedamse Hockey- en Cricketclub Spirit (SHCC Spirit) is een voormalige hockeyvereniging uit Schiedam.
De vereniging is opgericht in 1936 en kwam voort uit de Rooms Katholieke Sportvereniging Excelsior '20. Spirit begon als hockeyvereniging met 1 heren- en 2 damesteams en groeide sindsdien uit tot een ruim 800 leden tellende hockeyvereniging. Tot 1948 werd er gespeeld in een zwart-wit gestreept shirt met een zwarte broek of rok, de kleuren van moedervereniging Excelsior '20. Vanaf 1948 wordt er gespeeld met een oranje shirt met een witte broek, voor de dames een grijze rok. Tot ca. 1960 was een shirt in de vorm van een overhemd met knopen verplicht. Daarna werd het een shirt, zonder knopen, zoals tegenwoordig gebruikelijk. De grijze rok van de dames werd al eerder vervangen door een witte. De kousen zijn oranje met een witte boord.
Vanaf 1952 had men een eigen veld, op het terrein Boshoek, aan de Julianalaan. In 1956 verhuisde Spirit naar sportpark Thurlede aan, wat destijds heette, De Oude Dijk, langs de spoorlijn naar Delft. Thans is dit een onderdeel van het Beatrixpark. De club had toen ongeveer 200 leden. De velden grensden aan die van Asvion, de andere Schiedamse hockeyclub, die ook in 1936 was opgericht. Spirit had daar twee velden en een eigen clubhuis. Daar begon Spirit ook een cricketafdeling.
Half jaren 70 verhuisde Spirit naar de uiteindelijke locatie in Sportpark Harga, langs Rijksweg 20. Daar werd een nieuw clubhuis gebouwd, dat eenmaal is uitgebreid. Korte tijd had Spirit daar ook een jeu de boules of petanque-afdeling. Deze werd verzelfstandigd onder de naam l'Esprit en ging naar een eigen locatie.
In 1985 werd het eerste kunstgrasveld aangelegd, dat in 2003, met inlevering van 3 natuurgrasvelden werd gevolgd door het tweede veld. Toen de natuurgrasvelden verdwenen, had Spirit minder ruimte nodig. Een deel van het terrein werd toen afgestoten. Ook heeft Spirit geen cricketafdeling meer. Later is er in verband met de groei weer een derde veld gerealiseerd, op enige afstand van het clubhuis gelegen.
Met ingang van het seizoen 2016-2017 hield SH Spirit op te bestaan als zelfstandige vereniging en is zij, net als Asvion, opgegaan in het nieuwe Schiedamse hockey bolwerk HC Schiedam (Hockey Combinatie Schiedam). Deze Fusieclub kreeg de beschikking over een nieuw complex met maar liefst 6 velden, waarvan 3 water, en een stijl- en sfeervol nieuw clubhuis, gelegen in het Hargapark.

## Klasseverloop Heren 1
2015 - 2016 1e klasse - Coach: Mark Langemeyer 

2014 - 2015 1e klasse - Coach: Eelko van Roon

2013 - 2014 1e klasse - Coach: Eelko van Roon

2012 - 2013 2e klasse - Coach: Eelko van Roon

2011 - 2012 3e klasse - Coach: Eelko van Roon

2010 - 2011 2e klasse - Coach: Ben Stuijts

2009 - 2010 2e klasse - Coach: Marcel van der Heijden

2008 - 2009 1e klasse - Coach: Marcel van der Heijden

2007 - 2008 1e klasse - Coach: Wessel Verhoef

2006 - 2007 2e klasse - Coach: Jeroen Jense

2005 - 2006 2e klasse

2004 - 2005 2e klasse

2003 - 2004 2e klasse

2002 - 2003 2e klasse